# Oman na Mistrzostwach Świata w Lekkoatletyce 2013
Oman na Mistrzostwach Świata w Lekkoatletyce 2013 – reprezentacja Omanu podczas czempionatu w Moskwie liczyła 1 zawodnika.

## Występy reprezentantów Omanu
| Konkurencja            | Zawodnik                  | Preeliminacje | Preeliminacje | Eliminacje | Eliminacje | Półfinał | Półfinał | Finał    | Finał   |
| Konkurencja            | Zawodnik                  | Rezultat      | Pozycja       | Rezultat   | Pozycja    | Rezultat | Pozycja  | Rezultat | Pozycja |
| ---------------------- | ------------------------- | ------------- | ------------- | ---------- | ---------- | -------- | -------- | -------- | ------- |
| Bieg na 100 m mężczyzn | Barakat Mubarak Al-Harthi | 10,47         | 1. Q          | 10,53      | 46.        | NQ       | NQ       | NQ       | NQ      |